# وسط أثينا
وسط أثينا إحدى مقاطعات اليونان. وتضم المدن التالية:
- أثينا
- دافني-إميتوس وتشمل دافني	و إميتوس
- فيلاديلفيا-خالكيدونا وتشمل نيا فيلادلفيا ونيا خالكيدونا
- غالاتسي
- إيليوبولي
- قيصرياني
- فيروناس
- زوغرافو

حتى العام 2010 كانت مقاطعة «وسط أثينا» واحدة من أربع مناطق في التنظيم الإداري الملغي «لمقاطعة أثينا» والتي كان يشار إليها ب «أثينا الكبرى». كانت هذه المقاطعة أكثر مقاطعات اليونان كثافة سكانية في ذلك الوقت. ضمَت 2,664,776 نسمة (عام 2011)، على مساحة 361 كم2.

## روابط داخلية
- قسم التنظيم الإداري لمدينة أثينا عاصمة اليونان